# Сачалисчала
Сачалисчала (груз. საჩალისჭალა) — село в Грузии, в муниципалитете Душети края Мцхета-Мтианети. 

## География
Село расположено в северной части края, в 41 километре по прямой к северо-востоку от центра муниципалитета Душети. Высота центра — 1570 метров над уровнем моря.

## Население
По данным переписи населения 2014 года, в селе проживал 1 человек.
| Год  | Население | Мужчины | Женщины |
| ---- | --------- | ------- | ------- |
| 1926 | 68        | 35      | 33      |
| 2002 | 31        |         |         |
| 2014 | 1         |         |         |